# Université d'État de l'Idaho
Pour les articles homonymes, voir ISU.
L'université d'État de l'Idaho (en anglais : Idaho State University ou ISU) est une université américaine située à Pocatello en Idaho.

## Présentation

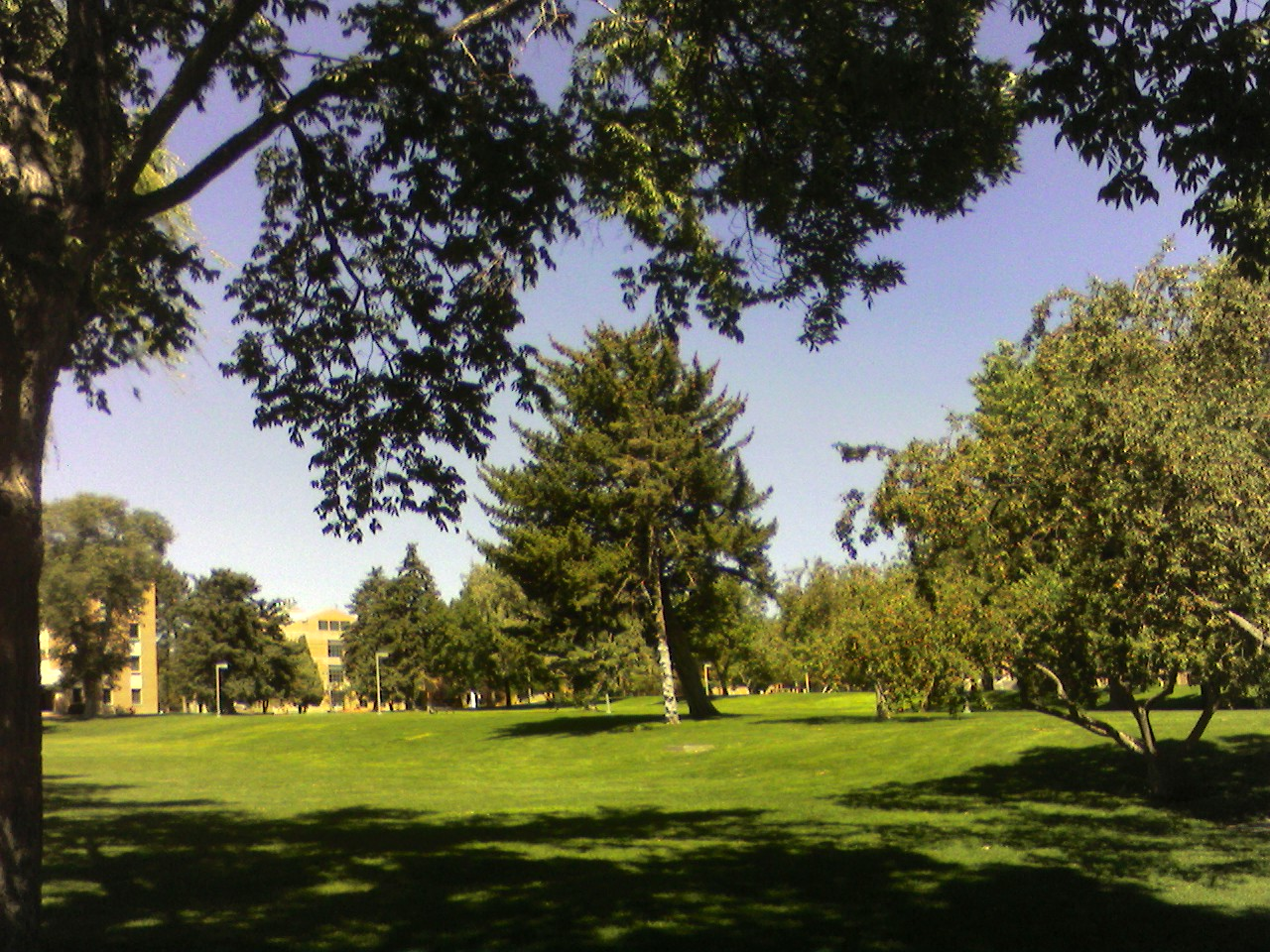
Aperçu du campus de l'ISU à Pocatello.

Elle a le DC-8 Airborne Science Laboratory légué par la NASA le 15 mai 2014 utilisé pour former les futurs techniciens aéronautiques en offrant une expérience concrète dans le cadre du programme de technologie de maintenance des aéronefs de l'université.

## Enseignants notables
Duane Ackerson, auteur de science fiction